# 春秋祠
春秋祠位於四川省敘永縣，文物遺址年代判定為清。1980年7月7日列為四川省重新確定公布的第一批省級文物保護單位。2006年5月25日公佈為第六批全國重點文物保護單位。
春秋祠（敘永縣）保護範圍：春秋祠圍牆為界外延5米。建設控制地帶：保護範圍外延10米。